# Niemierzyn (województwo łódzkie)
Niemierzyn – wieś w Polsce położona w województwie łódzkim, w powiecie wieluńskim, w gminie Ostrówek.
| SIMC    | Nazwa     | Rodzaj    |
| ------- | --------- | --------- |
| 0708822 | Gromadki  | część wsi |
| 0708839 | Kresy     | część wsi |
| 0708845 | Przydatki | część wsi |

W latach 1975–1998 miejscowość administracyjnie należała do województwa sieradzkiego.